# Kleiner Scheibenbauch
Der Kleine Scheibenbauch (Liparis montagui) ist eine Fischart aus der Familie der Scheibenbäuche (Liparidae). Sie kommt im nordöstlichen Atlantik rund um die Britischen Inseln, an den Küsten der Nordsee und an der Küste Norwegens, in der südwestlichen Barentssee, bei der Bäreninsel, bei Spitzbergen und an der Südküste Islands vor. Im Unterschied zu seinem nahen Verwandten, dem Großen Scheibenbauch, fehlt er in der Ostsee.

## Merkmale
Der Kleine Scheibenbauch wird 10 bis 12 cm lang. Die Fische sind kaulquappenförmig mit einem großen Kopf und einem hinten spitz zulaufenden Körper. Wie alle Scheibenbäuche besitzt er die charakteristische aus den Bauchflossen gebildete Saugscheibe. Anders als beim Großen Scheibenbauch überlappt die lange Rückenflosse niemals die gerade abschließende Schwanzflosse. Die Afterflosse überlappt den Schwanzflossenansatz in seltenen Fällen. Kleine Scheibenbäuche sind bräunlich gefärbt und zeigen keine Musterung.

## Lebensweise
Der Kleine Scheibenbauch lebt vom extremen Flachwasser bis in Tiefen von 30 Metern und hält sich oft unter Steinen auf oder heftet sich mit seiner Saugscheibe an Seegras oder Tang. Er ernährt sich vor allem von Krebstieren, darunter Flohkrebse, Garnelen und kleine Krabben. Die Fische vermehren sich in den Wintermonaten und laichen u. a. auch im Wattenmeer.